# Juí a Sòcrates

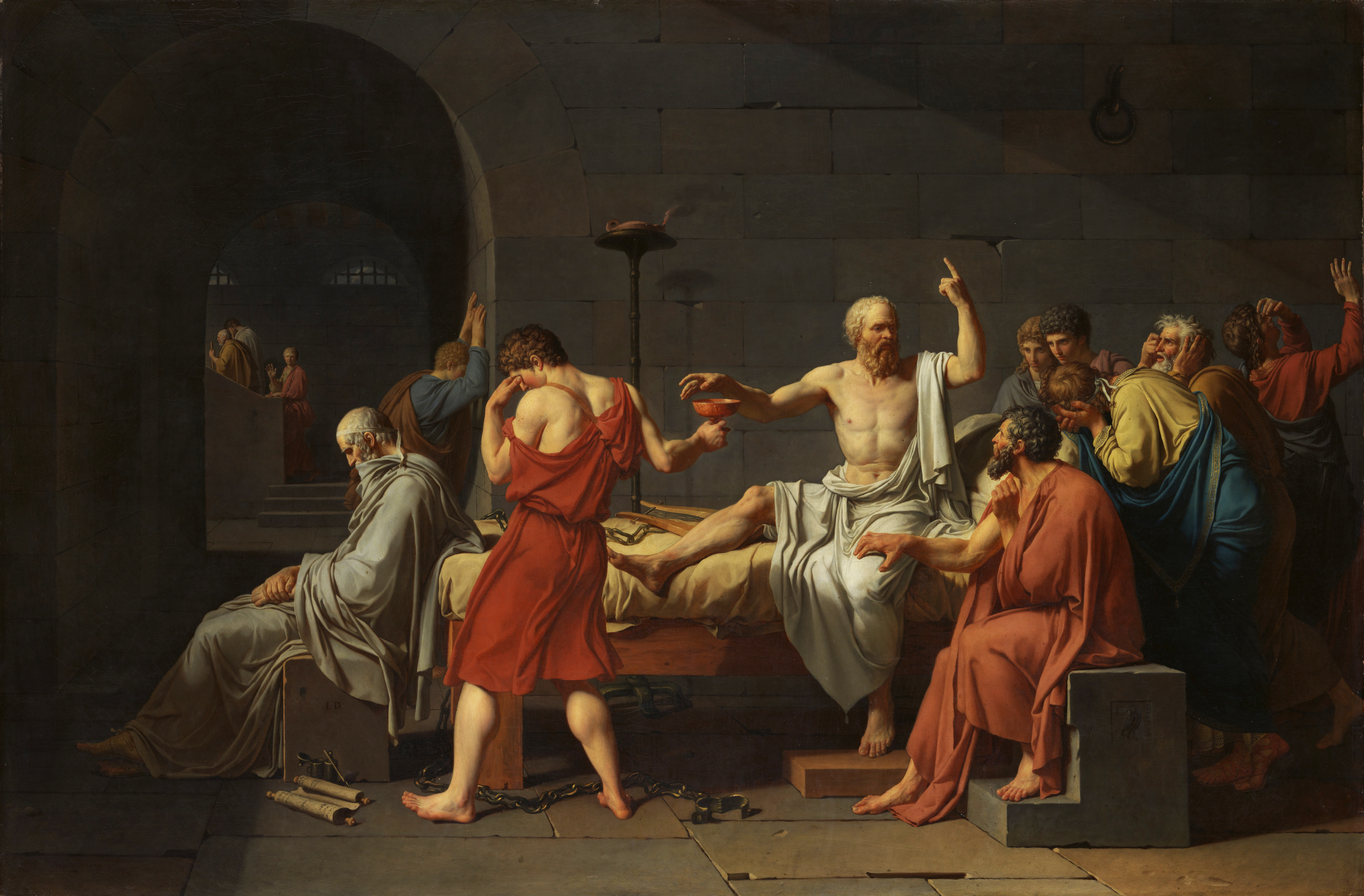
La mort de Sòcrates, obra de Jacques-Louis David (1787)

El juí de Sòcrates fa referència al juí i posterior execució del filòsof atenés Sòcrates el 399 aC. Sòcrates va ser jutjat i condemnat pels tribunals del govern democràtic d'Atenes, amb els càrrecs de corrompre la joventut i la falta de creença en els déus ancestrals. Dos dels contemporanis de Sòcrates (Plató i Xenofont) van descriure el juí, convertint-lo en un dels més famosos de l'antiguitat.

## El juí

### Antecedents del juí
En el moment del seu empresonament, feia anys que Sòcrates era una figura coneguda en Atenes. La comèdia d'Aristòfanes: Els núvols (Nephelai), presentada el 420 aC, tenia Sòcrates com un dels personatges principals, mostrant-lo com un estafador pompós i ressonant.
Cap de les obres produïdes per Sòcrates ha sobreviscut, però el seu pupil Plató va registrar molts "diàlegs socràtics", amb el seu mestre com a personatge central. Moltes de les persones més influents de l'època es van ressentir pel sistema del filòsof Sòcrates, ja que amb les seves preguntes refutava les afirmacions de savis i virtuosos. La molèstia amb què la majoria de la gent va veure el elenchos va guanyar a Sòcrates l'epítet de "crític d'Atenes". El mètode socràtic era imitat ben sovint pels joves atenesos, trastornant en gran manera els valors morals i l'orde establit fins llavors. Tot i que el mateix Sòcrates va lluitar per Atenes i va advocar a favor de l'obediència a les lleis, al mateix temps, va criticar la democràcia, especialment la pràctica atenesa d'eleccions de grup, ridiculitzant que en cap altre ofici podia una persona ser triada d'esta manera. Esta crítica va augmentar la suspicàcia dels demòcrates, en especial, quan els seus acostats eren descoberts com a enemics de la democràcia. L'Alcibíades va trair Atenes en favor d'Esparta -encara que el fet va ser segurament una qüestió de necessitat més que ideològica- i Críties, el seu ex-deixeble, va ser un dels líders dels Trenta Tirans -l'oligarquia proespartana que va governar Atenes durant alguns anys, després de la seva derrota en la guerra del Peloponès-, a pesar que també hi han registres de la seva enemistat.
Sumat a tot això, Sòcrates mantenia una visió molt particular de la religió. Va realitzar diverses referències al seu esperit personal o daimon, encara que va afirmar explícitament que mai se li havia imposat, sinó que li advertia sobre diversos esdeveniments possibles. Molts dels seus contemporanis sospitaven del daimon de Sòcrates, considerant-lo un rebuig de la religió de l'estat. En general, es veu el daimon de Sòcrates com quelcom semblant a la intuïció. A més, Sòcrates deia que el concepte de bondat precedia els desitjos dels déus, en comptes d'estar determinat per aquests.

## El procés
El primer element del juí va ser l'acusació formal, presentada a l'arcont per l'acusador, Mèlet. Després, si hagués decidit que hi havia un cas davant del qual havia de donar-se una resposta, l'arcont va indicar a Sòcrates que es presentara davant d'un jurat de ciutadans atenesos, per contestar els càrrecs de corrupció dels joves atenesos i d'asebeia (impietat).
Els jutges van ser seleccionats per atzar d'entre un grup de ciutadans -sempre homes- voluntaris; doncs -la ciutadania no incloïa dones, esclaus ni estrangers residents- pertanyents a cada classe social. A diferència de qualsevol juí dut a terme en moltes societats modernes, la majoria dels veredictes eren regla més que excepció. (Per a una versió satírica dels jutges i tipus de persones que es podien trobar en ells, vegeu la comèdia d'Aristòfanes: Les vespes).
Sòcrates es va enfrontar a un jurat compost per 500 ciutadans - la gran assistència demostra que el juí era vist com quelcom important- i després que ell i el seu acusador hagueren presentat les seves dissertacions, el jurat va votar a favor de condemnar-lo, a causa d'una votació de 280 contra 220.
A continuació, Sòcrates i el fiscal van suggerir diverses sentències alternatives. Després d'expressar la seva sorpresa davant de tan poc com va ser necessari per a declarar-lo culpable, Sòcrates va proposar, bromejant, una sentència composta per menjars gratuïts en el Pritaneu -un honor que era reservat per als benefactors de la ciutat i per als guanyadors dels Jocs Olímpics-, després, es va oferir a pagar una multa de 100 dracmes, la qual cosa equivalia a una quinta part de les seues possessions i era prova irrefutable de la seva pobresa. Finalment, va acordar pagar la suma de 3.000 dracmes -la idea l'havia proposat Plató, Critó, Critòbul i Apol·lodor, els quals també li garantien el seu pagament-. El seu acusador va proposar la pena de mort.
El jurat va estar a favor de la pena per gran majoria (360 contra 140), demostrant, segons Plató, que Sòcrates havia perdut suport a causa del seu to de lleugeresa i pel fet de no demanar disculpes.
Els seguidors de Sòcrates li van recomanar fugir, la qual cosa era esperada -i inclús hauria sigut acceptada- per la ciutadania; però ell es va negar per principis. Per coherència amb la seva pròpia filosofia d'obediència cap a les lleis, va dur a terme la seva pròpia execució bevent la cicuta amb la qual li havien proveït. Així, es va convertir en un dels primers dels escassos "màrtirs" intel·lectuals. Sòcrates va morir a l'edat de 70 anys.

## El juí de Sòcrates descrit pels seus contemporanis
En la primera tetralogia de diàlegs de Plató: l'Eutifró, l'Apologia, el Critó i el Fedó; el deixeble de Sòcrates centra la seva trama en el juí i l'execució del seu mestre. Xenofont també va escriure una Apologia de Sòcrates.

## Les Interpretacions del juí

### La Interpretació en el món antic
Els antics atenesos no van donar al judici de Sòcrates el caràcter icònic que posseeix hui en dia. Atenes acabava de travessar un període complicat, on un grup pro-espartà, designat com els Trenta Tirans, havia derogat la democràcia en la seva busca per imposar un govern oligàrquic. El poble no veia com a coincidència el fet que Críties, el líder dels Tirans, hagués sigut un dels deixebles de Sòcrates. Els seus amics van procurar disculpar-se, però la visió d'Atenes segurament va ser l'expressada per l'orador Èsquines alguns anys després, quan, durant una dissertació, va escriure: 
| « | «Potser no van condemnar a mort Sòcrates el sofista, companys ciutadans, perquè es va demostrar que havia educat a Críties, un dels Trenta que van derrocar la democràcia?» | » |

### La Interpretació en el món modern
La mort de Sòcrates, tal com fou presentada per Plató, ha inspirat escriptors, artistes i filòsofs del món modern, en formes molt variades. Per a alguns, l'execució de qui Plató va anomenar «el més savi i just de tots els homes» ha demostrat la falta de fiabilitat dels governs democràtics. Per a altres, especialment per a I. F. Stone en el seu llibre El judici de Sòcrates, l'acció dels atenesos era una defensa justificable de la seva democràcia, la qual havia sigut restablida recentment. En general, Sòcrates és vist com una figura paterna, sàvia i benèvola, martiritzada a causa de les seves creences intel·lectuals. Així va ser exactament com ho van presentar Plató i Xenofont, per la qual cosa no és sorprenent que el mite de Sòcrates i la seva execució haja pres existència pròpia, allunyada de l'home històric; la verdadera visió política de la qual possiblement no l'arribarem a conèixer mai.